# Saint-Germain-des-Champs
Pour les articles homonymes, voir Saint-Germain.
Saint-Germain-des-Champs est une commune française située en région Bourgogne-Franche-Comté dans l'extrême sud du département de l'Yonne, bordant le département de la Nièvre.
La commune fait partie du parc naturel régional du Morvan.
Ses habitants sont appelés les Campigermanois.

## Géographie
Saint-Germain-des-Champs est situé à 63 km au sud de sa préfecture Auxerre, 10 km au sud d'Avallon et 17 km au sud-est de Vézelay.
La Cure marque la limite sud de la commune avec le lac du Crescent, issu du barrage de l'usine hydro-électrique située sur la commune. Le barrage est partagé entre la commune et Chastellux. Le lac est également partagé avec Marigny-l'Église dans la Nièvre, qui en a la plus grande partie.
À l'ouest de Saint-Germain-des-Champs se trouve la commune limitrophe de Saint-André-en-Morvan, autre commune limitrophe située dans la Nièvre.

### Villages, hameaux, lieux-dits, et écarts

#### Hameaux
- Les Buissons
- Le Cabinet
- Chézelles
- La Cour d'Avau
- La Motte
- L'Étang
- Les Gâties
- Le Grand
- L'Huilerie
- Lautreville
- Lingoult
- Marchessus
- Le Meix
- Montcenot
- Montigny
- Montmardelin
- La Motte
- Le Petit
- Railly
- La Ronce
- La Tannerie
- Vaupitre
- Villaine

#### Lieux-dits
Source : Emmanuelle Campagnac, Les lieux-dits du canton de Quarré les Tombes
- Champ de la Ratte  -

### Climat
Pour des articles plus généraux, voir Climat de la Bourgogne-Franche-Comté et Climat de l'Yonne.
En 2010, le climat de la commune est de type climat des marges montargnardes, selon une étude du Centre national de la recherche scientifique s'appuyant sur une série de données couvrant la période 1971-2000. En 2020, Météo-France publie une typologie des climats de la France métropolitaine dans laquelle la commune est exposée à un climat océanique altéré et est dans la région climatique  Lorraine, plateau de Langres, Morvan, caractérisée par un hiver rude (1,5 °C), des vents modérés et des brouillards fréquents en automne et hiver. 
Pour la période 1971-2000, la température annuelle moyenne est de 10,2 °C, avec une amplitude thermique annuelle de 16,2 °C. Le cumul annuel moyen de précipitations est de 1 014 mm, avec 13 jours de précipitations en janvier et 8,6 jours en juillet. Pour la période 1991-2020, la température moyenne annuelle observée sur la station météorologique de Météo-France la plus proche, « Saint-Léger-Vauban », sur la commune de Saint-Léger-Vauban à 9 km à vol d'oiseau, est de 10,2 °C et le cumul annuel moyen de précipitations est de 1 148,1 mm. 
La température maximale relevée sur cette station est de 40,2 °C, atteinte le 25 juillet 2019 ; la température minimale est de −23,5 °C, atteinte le 9 janvier 1985,,. 
Les paramètres climatiques de la commune ont été estimés pour le milieu du siècle (2041-2070) selon différents scénarios d'émission de gaz à effet de serre à partir des nouvelles projections climatiques de référence DRIAS-2020. Ils sont consultables sur un site dédié publié par Météo-France en novembre 2022.

## Urbanisme

### Typologie
Au 1er janvier 2024, Saint-Germain-des-Champs est catégorisée commune rurale à habitat très dispersé, selon la nouvelle grille communale de densité à sept niveaux définie par l'Insee en 2022.
Elle est située hors unité urbaine. Par ailleurs la commune fait partie de l'aire d'attraction d'Avallon, dont elle est une commune de la couronne,. Cette aire, qui regroupe 74 communes, est catégorisée dans les aires de moins de 50 000 habitants,.

### Occupation des sols
L'occupation des sols de la commune, telle qu'elle ressort de la base de données européenne d’occupation biophysique des sols Corine Land Cover (CLC), est marquée par l'importance des territoires agricoles (59,1 % en 2018), une proportion sensiblement équivalente à celle de 1990 (59,2 %). La répartition détaillée en 2018 est la suivante : 
prairies (49,7 %), forêts (38,5 %), zones agricoles hétérogènes (8,1 %), zones urbanisées (1,4 %), terres arables (1,2 %), eaux continentales (1 %). L'évolution de l’occupation des sols de la commune et de ses infrastructures peut être observée sur les différentes représentations cartographiques du territoire : la carte de Cassini (XVIIIe siècle), la carte d'état-major (1820-1866) et les cartes ou photos aériennes de l'IGN pour la période actuelle (1950 à aujourd'hui).

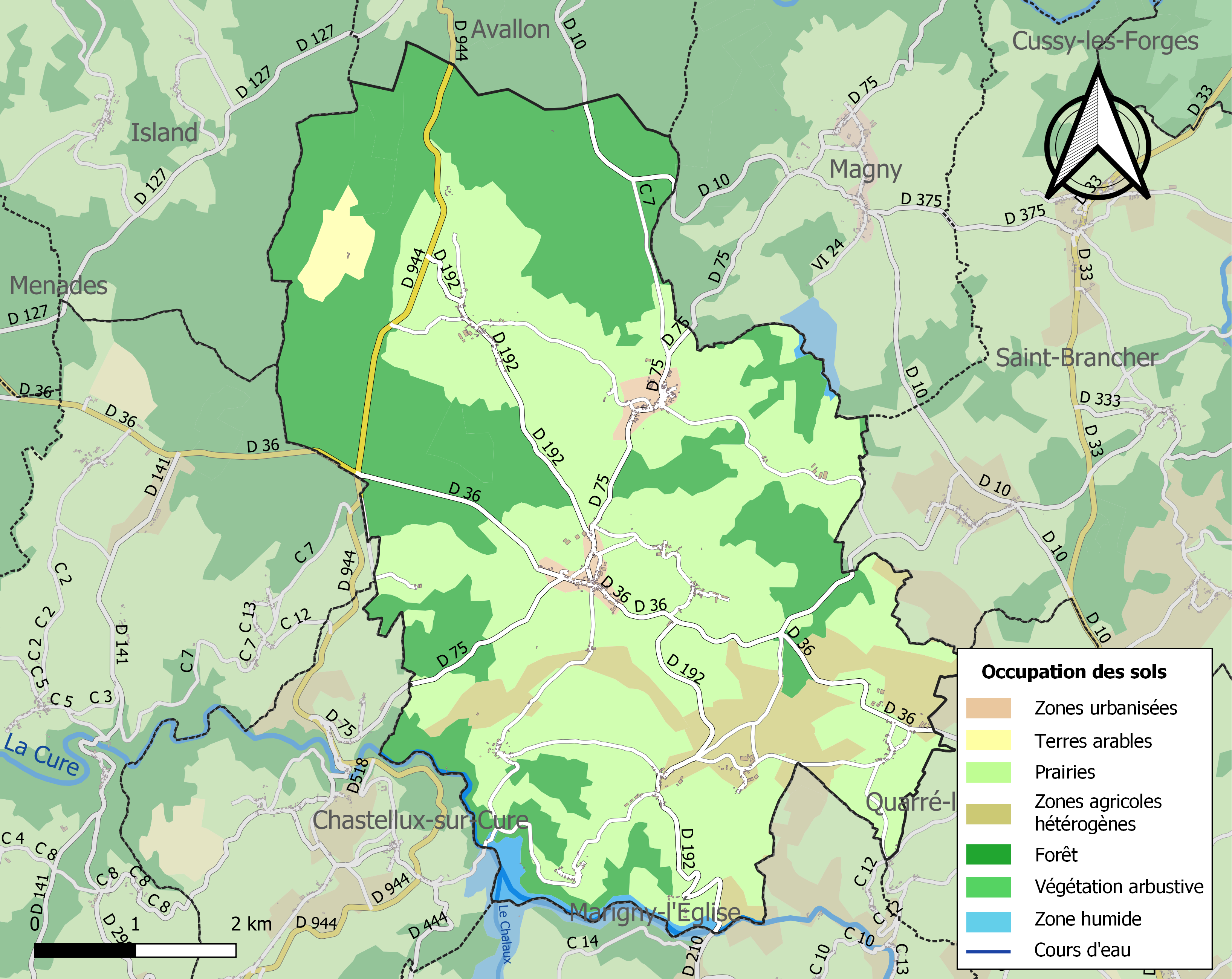
Carte des infrastructures et de l'occupation des sols de la commune en 2018 (CLC).

## Histoire
Une belle mosaïque romaine a été découverte au XIXe siècle dans le bois des Chagniats. Elle a été transportée au château de Chastellux,.

## Politique et administration
| Période | Période  | Identité           | Étiquette | Qualité |
| ------- | -------- | ------------------ | --------- | ------- |
| 1888    |          | Mederic Devoir     |           |         |
| 1912    |          | Auguste Bernard    |           |         |
| 1945    |          | Joseph Girardot    |           |         |
| 1945    |          | Louis Devoir       |           |         |
| 1983    | 2001     | Louis Dizien       |           |         |
| 2001    | 2020     | Michel Millet      | DVG       |         |
| 2020    | En cours | Serge Nasselevitch |           |         |

## Démographie
L'évolution du nombre d'habitants est connue à travers les recensements de la population effectués dans la commune depuis 1793. Pour les communes de moins de 10 000 habitants, une enquête de recensement portant sur toute la population est réalisée tous les cinq ans, les populations de référence des années intermédiaires étant quant à elles estimées par interpolation ou extrapolation. Pour la commune, le premier recensement exhaustif entrant dans le cadre du nouveau dispositif a été réalisé en 2005.

En 2022, la commune comptait 344 habitants, en évolution de −4,44 % par rapport à 2016 (Yonne : −1,95 %, France hors Mayotte : +2,11 %).
| 1793  | 1800  | 1806  | 1821  | 1831  | 1836  | 1841  | 1846  | 1851  |
| ----- | ----- | ----- | ----- | ----- | ----- | ----- | ----- | ----- |
| 1 121 | 1 026 | 1 069 | 1 124 | 1 196 | 1 200 | 1 540 | 1 337 | 1 307 |

| 1856  | 1861  | 1866  | 1872  | 1876  | 1881  | 1886  | 1891  | 1896  |
| ----- | ----- | ----- | ----- | ----- | ----- | ----- | ----- | ----- |
| 1 201 | 1 271 | 1 232 | 1 264 | 1 315 | 1 286 | 1 252 | 1 240 | 1 227 |

| 1901  | 1906  | 1911  | 1921 | 1926 | 1931  | 1936 | 1946 | 1954 |
| ----- | ----- | ----- | ---- | ---- | ----- | ---- | ---- | ---- |
| 1 234 | 1 194 | 1 107 | 984  | 929  | 1 035 | 884  | 753  | 681  |

| 1962 | 1968 | 1975 | 1982 | 1990 | 1999 | 2005 | 2006 | 2010 |
| ---- | ---- | ---- | ---- | ---- | ---- | ---- | ---- | ---- |
| 630  | 600  | 503  | 450  | 434  | 395  | 384  | 382  | 390  |

| 2015 | 2020 | 2022 | - | - | - | - | - | - |
| ---- | ---- | ---- | - | - | - | - | - | - |
| 356  | 343  | 344  | - | - | - | - | - | - |

## Lieux et monuments
- Église Saint-Germain
- Château des Chagnats (vestiges d'une Villa romaine).
- Château de Lautreville (détruit)

## Personnalités liées à la commune
- Marcel Gaudin, qui était agriculteur à Saint Germain des Champs, fut premier gardien de la flamme du Soldat inconnu sous l'Arc de triomphe.
- Arlette Grebel, journaliste et écrivain, premier prix des lectrices de Elle en 1970 pour son roman "Ce soir Tania". Elle réside dans le hameau de Montmardelin[23].

## Pour approfondir